# Drag till hakan
Drag till hakan är en styrketräningsövning där en vikt lyfts från midjan till hakan med hjälp av axel och trapeziusmusklerna. Armbågarna skall leda rörelsen och vara högre upp än vikten. Övningen kan utföras med skivstång/kettelbell.  Ett ovanligare namn för övningen är "sumolyft" om den utför med stång.   
Vissa träningsvetare rekommenderar att man inte använder övningen eftersom den sägs kan leda till problem med rotatorkuffen 

## Galleri

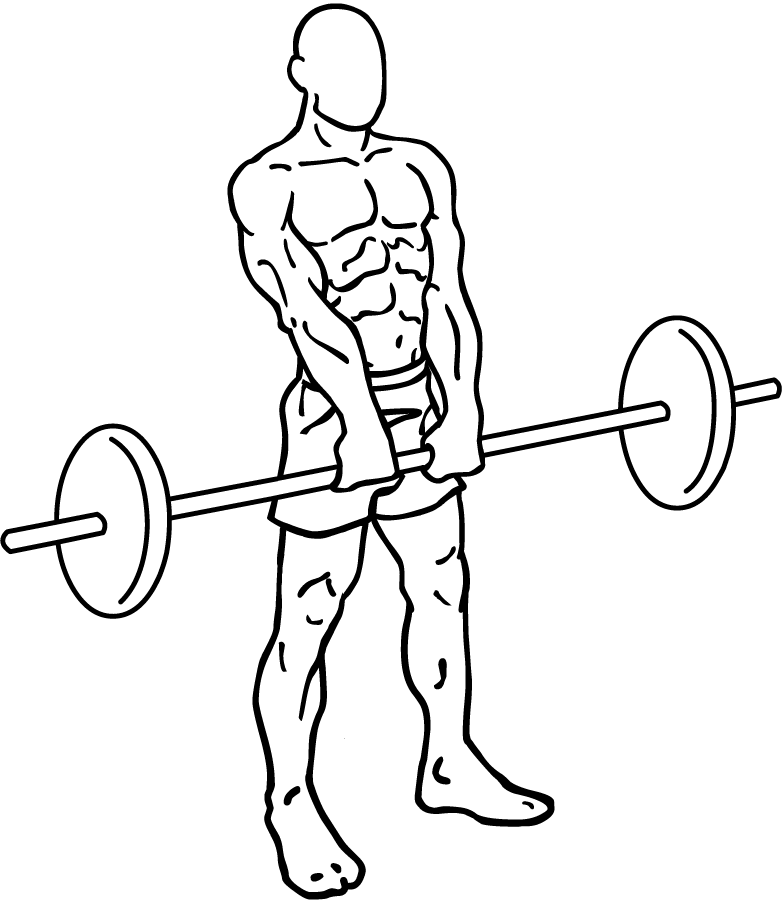
Skivstång startpunkt
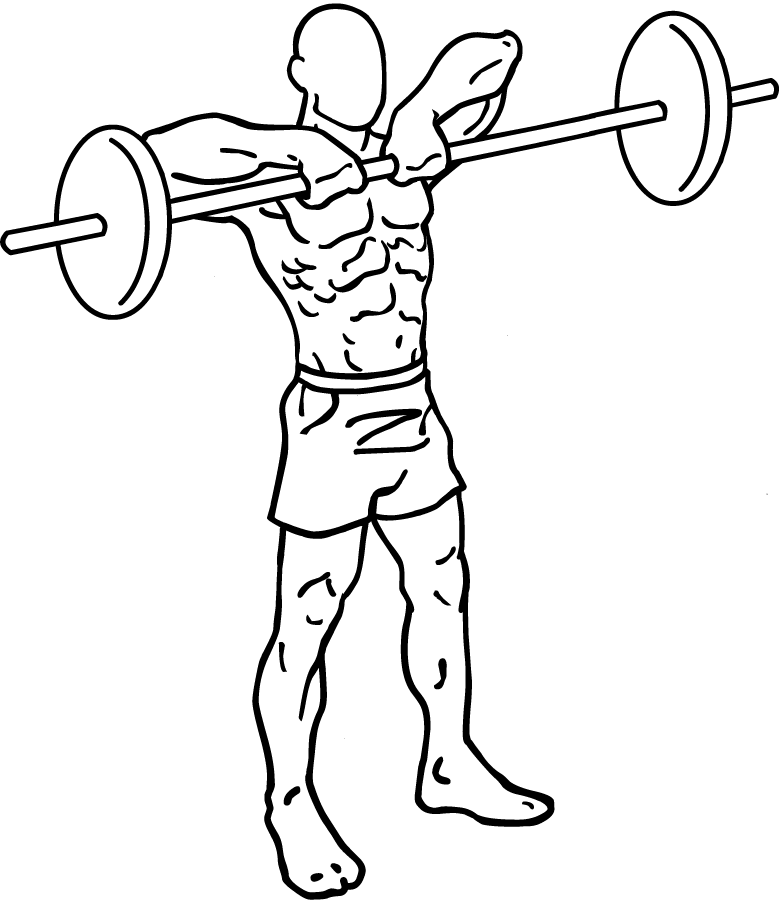
Skivstång slutpunkt
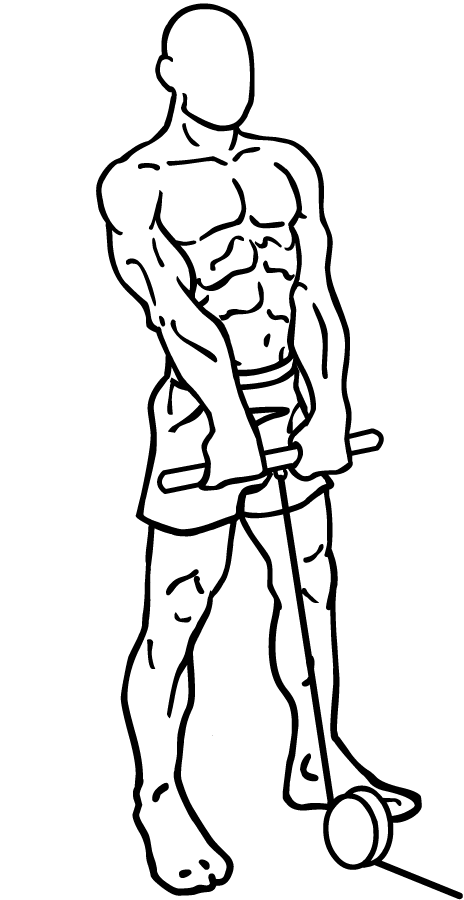
Kabelmaskin startpunkt
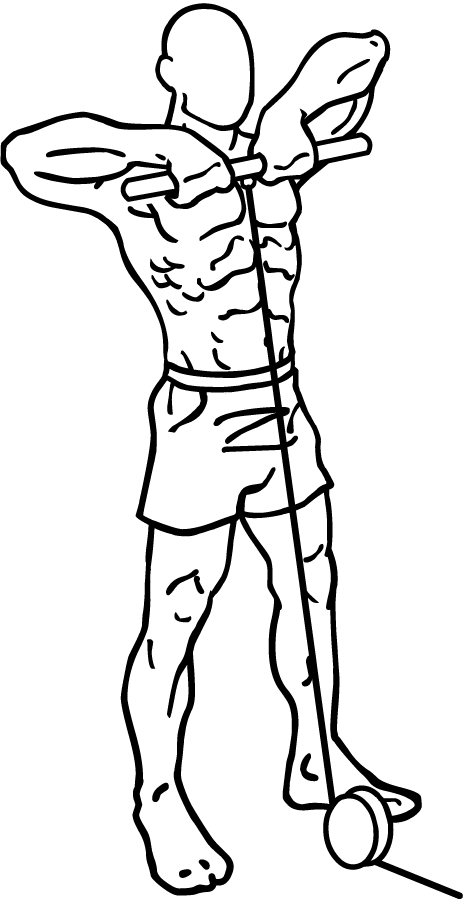
Kabelmaskin slutpunkt
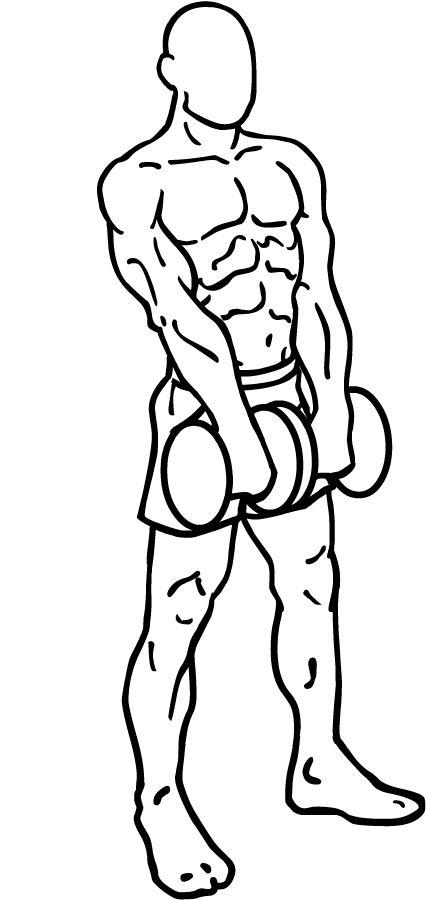
Hantlar startpunkt
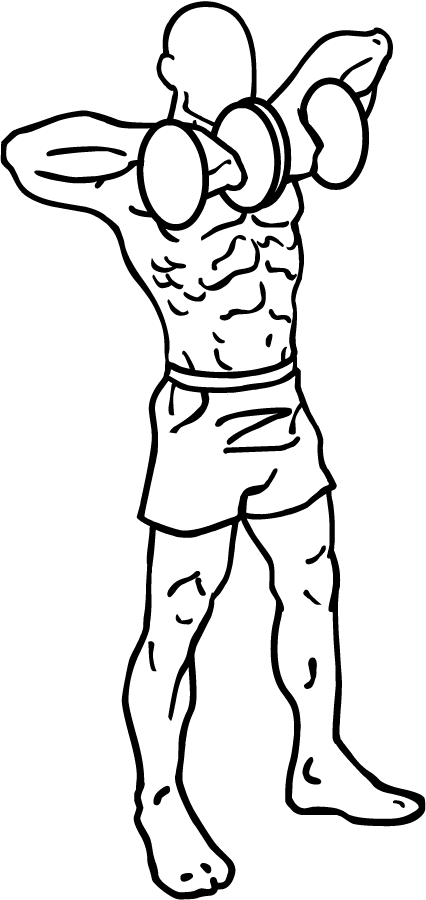
Hantlar slutpunkt